# Adam Witalec
Adam Stanisław Witalec (ur. 22 lutego 1939 w Zgłobieniu) – polski urzędnik państwowy, politolog i działacz partyjny, doktor nauk humanistycznych, w latach 2001–2006 szef Kancelarii Senatu.

## Życiorys
Syn Jana i Franciszki. Absolwent Wieczorowego Uniwersytetu Marksizmu-Leninizmu i Wyższej Szkoły Nauk Społecznych przy Komitecie Centralnym PZPR w Warszawie. W 1971 ukończył także studia politologiczne na Wydziale Nauk Społecznych Uniwersytetu Warszawskiego, gdzie obronił później doktorat.
Był szefem zarządu powiatowego Związku Młodzieży Socjalistycznej w Ropczycach oraz sekretarzem powiatowym Towarzystwa Przyjaźni Polsko-Radzieckiej. W 1962 wstąpił do Polskiej Zjednoczonej Partii Robotniczej. Był członkiem jej ropczyckiego komitetu powiatowego, pełnił w nim funkcje sekretarza ds. propagandy (1969–1972) i I sekretarza (1971–1972). Pracował także jako nauczyciel akademicki i w organizacjach początkowych, a od 1985 do 1989 w służbie dyplomatycznej. Od 1990 pracował w organach parlamentu, początkowo jako główny specjalista w Kancelarii Sejmu. Od 1995 do 1996 zatrudniony w klubie parlamentarnym Sojuszu Lewicy Demokratycznej. W latach 1996–1998 był zastępcą szefa Kancelarii Senatu i zarazem dyrektorem Biura Prac Senackich. Od listopada 2001 do kwietnia 2006 kierował tą instytucją. Później przeszedł na emeryturę. W 2009 wybrano go członkiem rady nadzorczej Polskiego Radia Rzeszów.